# Veyras (Ardèche)
Veyras (okzitanisch: Veiràs) ist eine französische Gemeinde mit 1.504 Einwohnern (Stand: 1. Januar 2022) im Département Ardèche in der Region Auvergne-Rhône-Alpes; sie gehört zum Arrondissement Privas und zum Kanton Privas. Die Bewohner werden Veyrassois(es) genannt.

## Geographie
Veyras liegt etwa zwölf Kilometer nordöstlich von Aubenas. Umgeben wird Veyras von den Nachbargemeinden Creysseilles im Norden und Nordwesten, Pranles im Norden, Lyas im Nordosten, Privas im Osten, Saint-Priest im Süden und Westen sowie Pourchères im Westen und Nordwesten.

## Bevölkerungsentwicklung
| Jahr                       | 1962 | 1968 | 1975 | 1982 | 1990 | 1999 | 2006 | 2013 |
| Einwohner                  | 466  | 667  | 847  | 1105 | 1418 | 1468 | 1581 | 1547 |
| Quellen: Cassini und INSEE |      |      |      |      |      |      |      |      |

## Sehenswürdigkeiten

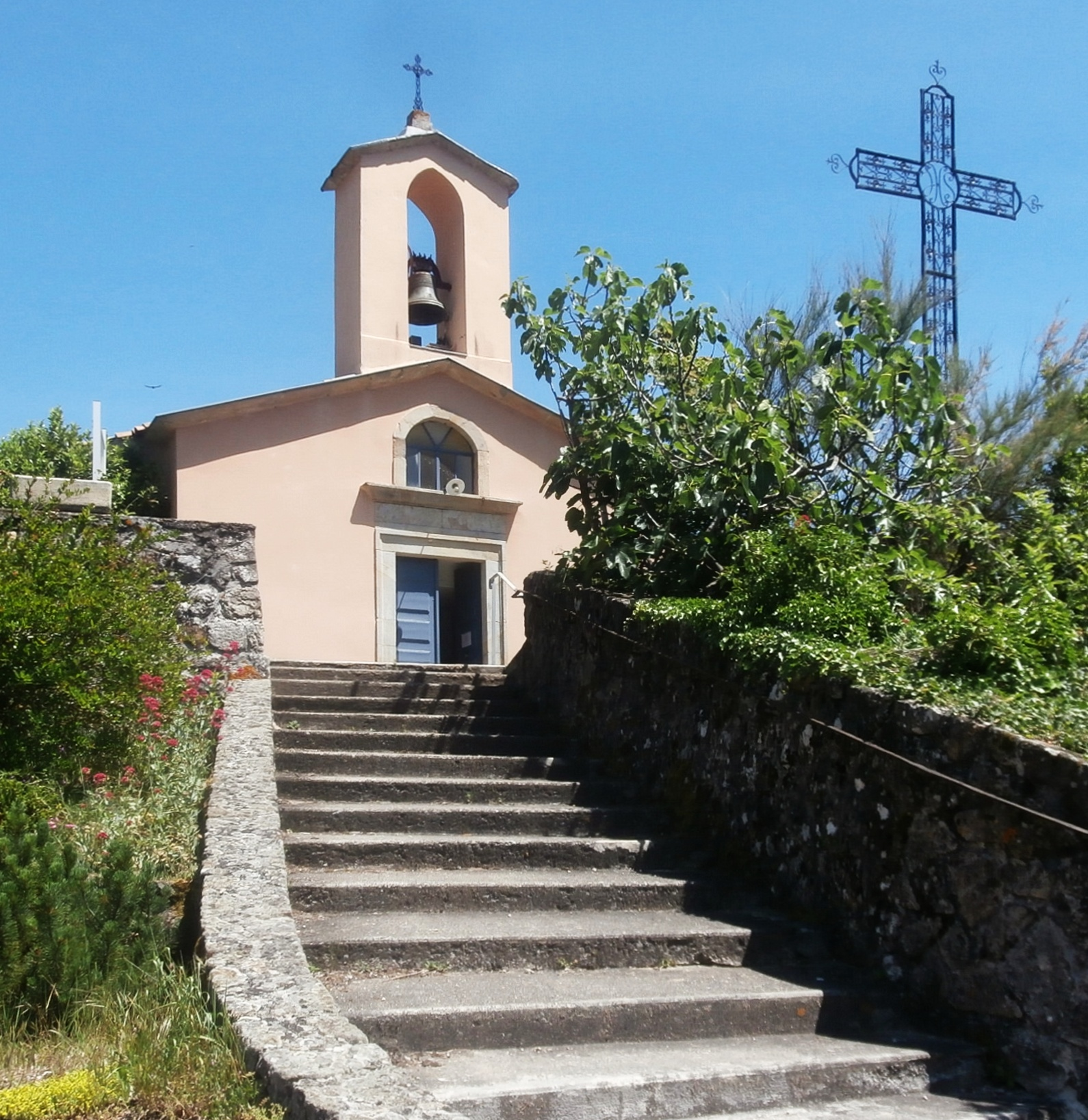
Kirche Saint-Pierre

- Kirche Saint-Pierre